# Fáy Dezső
Fáji Fáy Dezső (Budapest, 1888. november 13. – Budapest, 1954. április 2.) festő és grafikus.

## Pályafutása
Fáy Dezső Albert kereskedő és Gombai Szabó Berta fia. Az Iparművészeti Iskolában tanult 1907-ben, ezután a párizsi Julian Akadémia növendéke volt, majd Münchenben Hollósy Simonnál, ezt követően pedig Nagybányán tanult. További mesterei Margittay Tihamér és Böhm János voltak. Gulácsy Lajos hatással volt rá, közösen többször megfordultak Itáliában, 1909-től három ízben is együtt állították ki képeiket Budapesten. Népszerű illusztrátor igen népszerű volt, 1922-ben elnyerte a Szinyei Merse Pál Társaság grafikai díját, majd még több külföldi és hazai díjat is. Illusztrációkat készített a Divina Commediához és a Nagyidai cigányokhoz is.
Felesége De Satta Anna Ludmilla volt, akit 1913. október 29-én Budapesten, a Józsefvárosban vett nőül. Gyermekei Dezső és András.

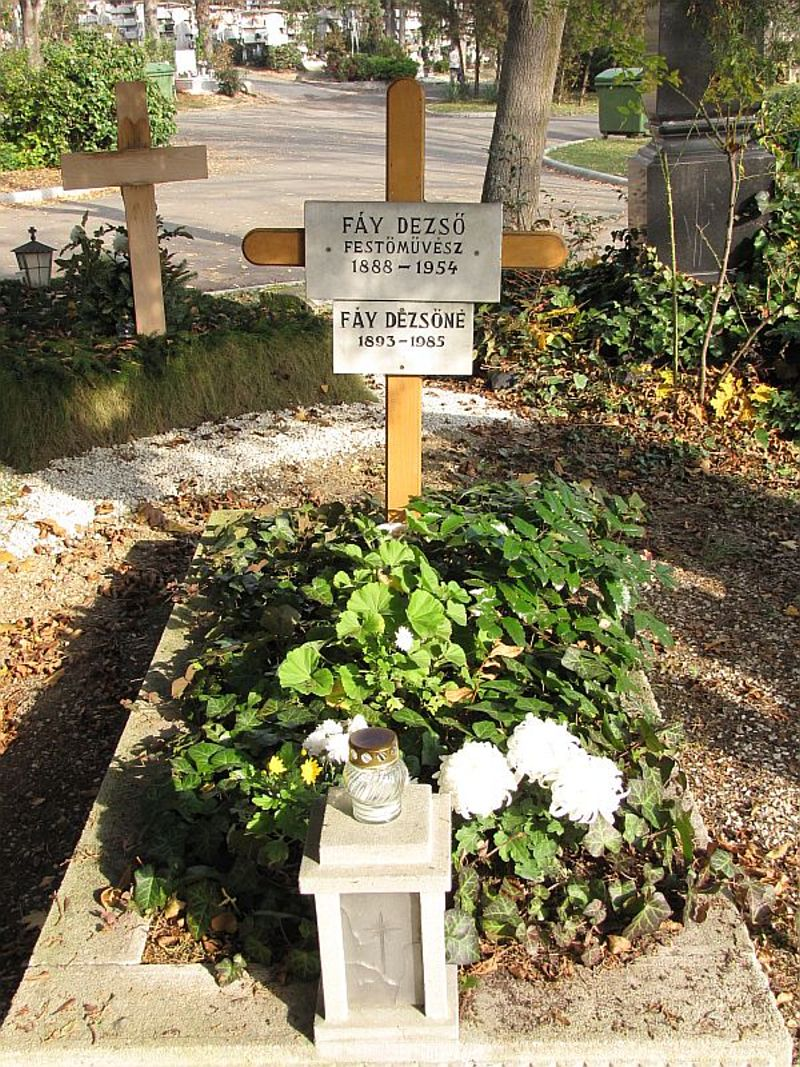
Sírja a Farkasréti temetőben (36/1-1-123)